# Harpesaurus borneensis
Espèce
Synonymes
- Hylagama borneensis Mertens, 1924
- Harpesaurus thescelorhinos King, 1978

Harpesaurus borneensis est une espèce de sauriens de la famille des Agamidae.

## Répartition
Cette espèce est endémique de Bornéo. Elle se rencontre au Kalimantan en Indonésie et au Sarawak en Malaisie.

## Étymologie
Son nom d'espèce, composé de borne[o] et du suffixe latin -ensis, « qui vit dans, qui habite », lui a été donné en référence au lieu de sa découverte.

## Publication originale
- Mertens, 1924 : Über einige Reptilien aus Borneo. Zoologische Anzeiger, vol. 60, p. 155-159.